# آگاپیوس
آگاپیوس یا آگاپیوس آتنی (یونانی: Ἀγάπιος؛ قرن پنجم تا ششم) یک فیلسوف نوافلاطونی بود که در آتن زندگی می‌کرد. زمانی که مارینوس ناپلی پس از مرگ پروکلس (حدود ۴۸۵) محقق بود، به‌خاطر عشقش به یادگیری و طرح مشکلات دشوار مورد تحسین قرار گرفت.
او ممکن است همان آگاپیوسی باشد که جان لیدیایی در سال ۵۱۱ در قسطنطنیه در حال مطالعه آموزه‌های ارسطویی، یا همان آگاپیوسی که کریستودوروس شاعر در اثرش دربارهٔ شاگردان پروکلوس بزرگ اظهار داشت، بوده باشد؛ کریستودوروس آورده است «مطمئنا آگاپیوس آخرین، اما اولین است».